# 小行星6882
小行星6882（英語：6882 Sormano）是一颗围绕太阳公转的小行星。1995年2月5日，P. Sicoli、V. Giuliani在索尔马诺发现了此天体。
这颗小行星的绝对星等为16.01693609026941等。